# Lain Calvo

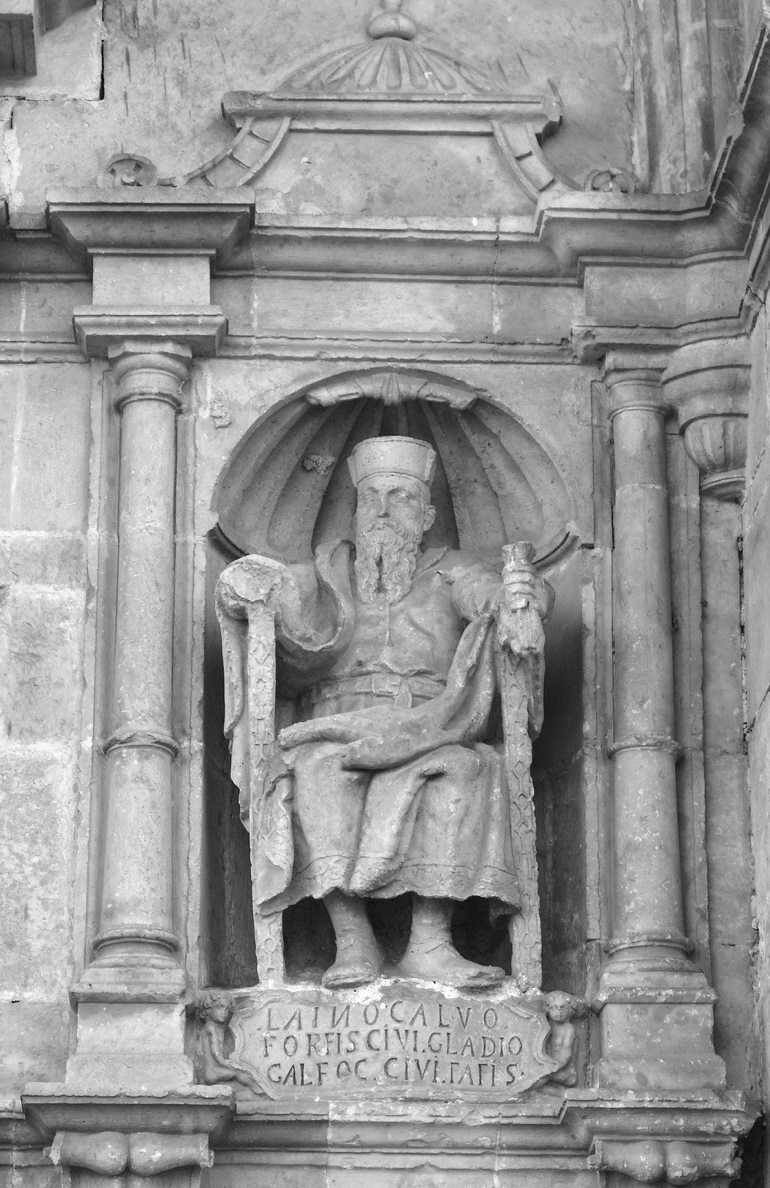
Posąg Lain Calvo w kruchcie kościoła Bisjueces, Merindades, Burgos, Hiszpania

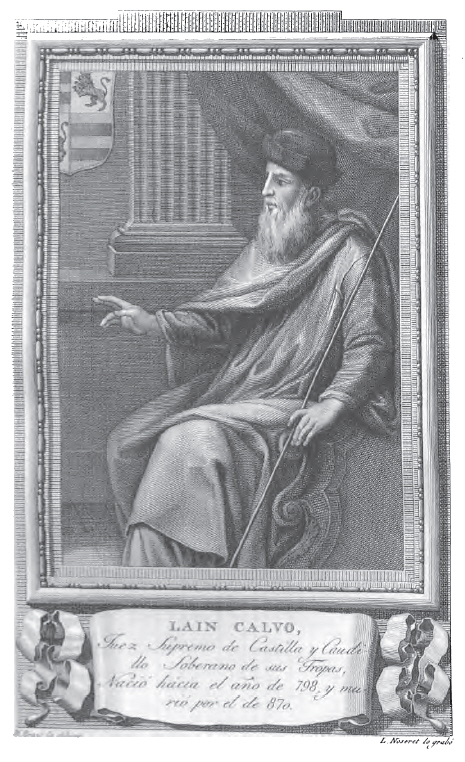
Lain Calvo - ilustracja w książce Retratos de Españoles ilustres.

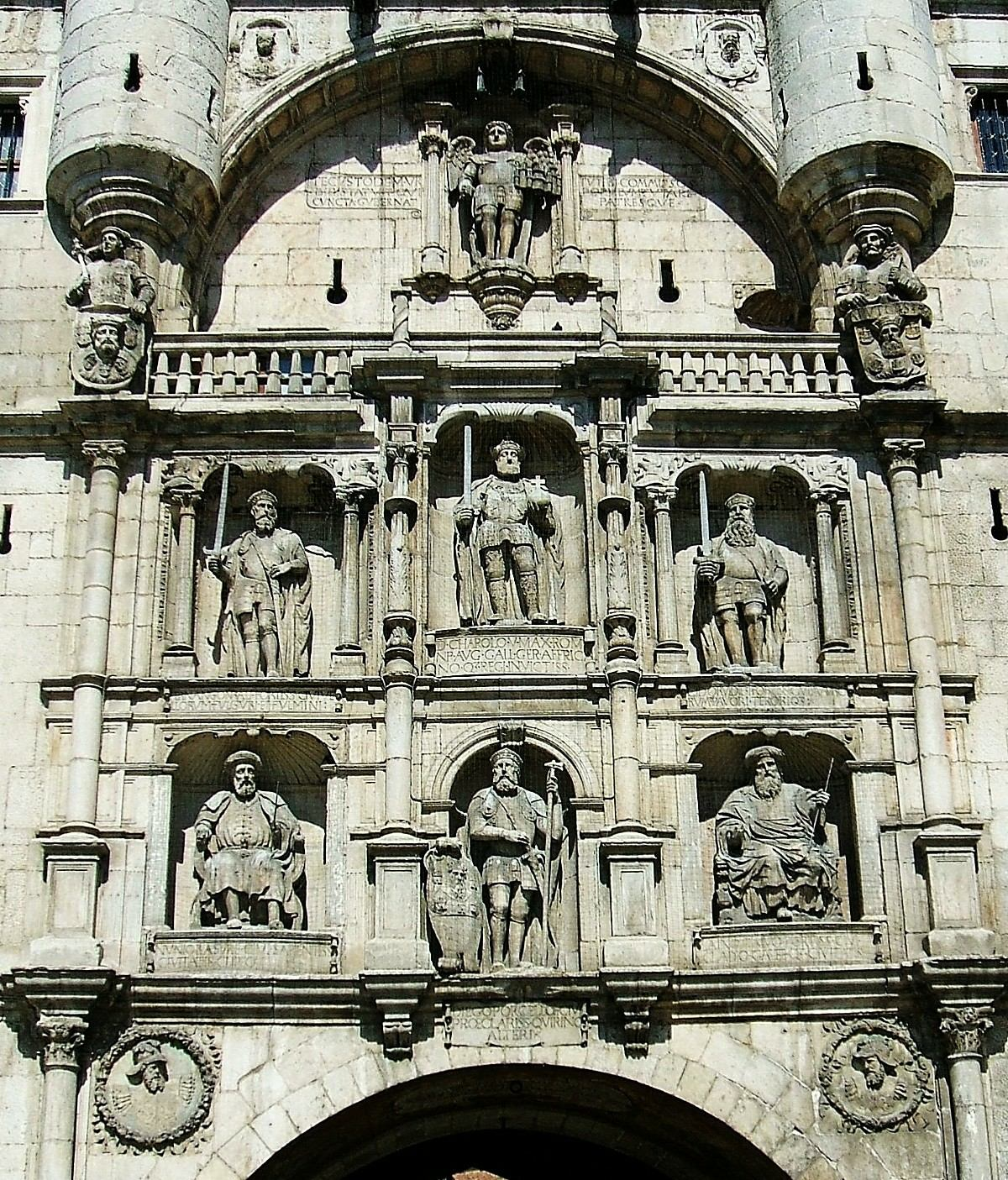
Lain Calvo - jeden z posągów w Łuku Św. Mari w Burgos.

Laín Calvo (ur. ok. 798 w Castro Xeriz lub wiosce Morco, w jego okolicy; zm. 869 lub 870) – Najwyższy Sędzia Kastylii (wojskowy) i niezależny dowódca wojska Kastylii.
Laín Calvo to legendarna postać Hrabstwa Kastylii. Kastylijczycy wybrali go na sędziego do spraw wojskowych by rozwiązywać własne spory u siebie, zamiast zdawać się na sąd Królestwa Leon.

## Życiorys

### Młodość
Wedle części historyków Laín Calvo miał być synem Gumesindo pana na Castro Xeriz i wybitnego żołnierza, na dowód czego wskazują zapisy w dokumentach. Urodził się w Castro Xeriz lub wiosce Morco, w jego okolicy, znajdującej się we władaniu hr. Diego Rodrigueza, jego bliskiego krewnego. Kształcił się pod okiem Gumesindo, a w wieku 18-lat brał udział w bitwie z Maurami w pobliżu miasta Pampliega, w której dowiódł swych talentów militarnych, w tym odwagi. Następnie przystąpił do milicji kastlijskiej. O dalszych udziałach w bitwach świadczą dary dziękczynne dla klasztoru S. Vicente de Fistoles. Od tego czasu aż do roku 843, kiedy to został wybrany do najwyższego sądownictwa Kastylii, nie znany jako znakomity żołnierz.

### Najwyższy Sędzia Kastylii (wojskowy)

#### Sędziowie
Sędzią cywilnym miał zostać Nuño Rasura, a wojskowym właśnie Laín Calvo. Wedle legendy z Toledo z XIII wieku Laín Calvo miał choleryczny charakter, odpowiedni raczej żołnierzowi niż statecznemu sędziemu wnikliwie rozpatrującego kolejne paragrafy. I poświęcał się raczej wojnie niż sprawowaniu urzędu sędziego w dzisiejszym rozumieniu tego słowa. Tak też, jako dobrego wojownika, przedstawia go Poema de Fernan González. I wedle relacji, mianowany sędzią w warunkach pracował bez przerwy w obronie ojczyzny i nad rozszerzeniem jej granic. Dowodził w słynnej bitwie pod Clavijo drugim roku jego sądownictwa; i w 851 i 53 w czasie dwóch wielkich inwazji Maurów, na polach Lary i w Castro Xeriz. Choć bywał w też często widywany w Burgos z kolegami Nuño i wieloma sędziami w Villa de Fuente-Zapata, przy spisywaniu praw.

### Pochodzenie imienia i nazwiska
Imię Lain, Laynus lub Flaginus, było dość powszechne w ówczesnej Kastylii, w okolicach górnego Ebro, ale może też mieć pochodzenie gockie, gdyż imiona takie są wymieniane w kronikach rzymskich jako imiona Gotów przeciwnych Bizancjum lub będących na jego usługach.

### Pokrewieństwo z Cydem
Takim lub podobnym imieniem zwano też dziadka Cyda żyjącego w drugiej połowie X wieku, ale Fray Justo sądzi, że raczej mogłoby chodzić wnuka sędziego Laín Calvo. Zresztą Cyda wiąże się też pokrewieństwem z synem drugiego sędziego imieniem Nuño Rasura, gdyż Laín Calvo miał pojąć za żonę Teresę Nuñez drugą córkę Nuño Núñez Rasura.